# Das Haupt des Juarez
Das Haupt des Juarez ist ein deutsches Stummfilmdrama aus dem Jahre 1920 von Johannes Guter und Rudolf Meinert mit Joseph Klein in der Titelrolle und Sascha Gura, als dessen Frau in der weiblichen Hauptrolle.

## Handlung
Spanien in der Mitte des 19. Jahrhunderts. Das Volk und vor allem die Bauernschaft leidet stark an Hunger. Unruhen beginnen daraufhin das Land zu erschüttern. Juarez Bellota ist der Agitator der Aufrührer, und er stellt sich an die Spitze eines Bauernaufstandes. Einst wurden bereits seine Eltern wegen revolutionärer Umtriebe außer Landes verbracht und siedelten sich gleich hinter der Grenze an. Teresa Bellota steht fest an der Seite ihres Mannes und unterstützt ihn in seinem Kampf um mehr Gerechtigkeit. Eines Tages nimmt die Staatsmacht Juarez fest und klagt ihn der Verschwörung an. Sein Schicksal ist von Anfang an längst besiegelt: Er soll seinen Kopf verlieren! Vergeblich versucht Teresa, ihren Mann vor dem grausamen Schicksal zu bewahren. In der Schlussszene wird der Bauernrebell auf das Podest mit dem Schafott geführt und vor einer großen, die Arme in die Höhe reißenden Masse an Schaulustigen öffentlich enthauptet.

## Produktionsnotizen
Das Haupt des Juarez entstand im Herbst 1920, passierte die Filmzensur am 6. Dezember desselben Jahres und wurde mit Jugendverbot belegt. Die Uraufführung des Films, der auch mit dem Untertitel „Ein Furioso in fünf Akten und einem Vorspiel“ beworben wurde, fand am 9. Dezember 1920 statt. Die Länge des Sechsakters betrug 2706 Meter.
Rudolf Meinert hatte die künstlerische Oberleitung. Die Filmbauten gestaltete Hermann Warm.

## Kritik
In der Villacher Zeitung hieß es: „Die Handlung ist äußerst spannend, die Darstellung ausgezeichnet, besonders hervorzuheben wäre die Leistung von Sascha Gura.“